# Xieng Khuang
Xhieng Khuang (Laotiaans: ຊຽງຂວາງ) is een provincie in het oosten van Laos. De hoofdstad is Phonsavan. De provincie heeft ongeveer 262.200 inwoners. De drie hoogste pieken van Laos liggen in deze provincie. De hoogste berg is de Phu Bia van 2819 m. Ten noorden van deze berg ligt Laos' grootste hoogvlakte, het Xhieng Khuang-plateau, op een hoogte van 1200 meter. Het bekendste onderdeel van deze hoogvlakte is de Vlakte van Kruiken. De Nam Ngumrivier ontspringt op deze hoogvlakte. Ook zijn er enkele warmwaterbronnen in de provincie. Xieng Khuang is tevens het thuis van de phuan taal en cultuur die onderdeel vormen van de Thai-Kadai familie. Ook leven er vele bergvolkeren.

Sinds het einde van de oorlog heeft er ook een grote instroom van Vietnamezen plaatsgevonden in het gebied.

## Klimaat
In de provincie Xhieng Khuang valt gemiddeld 100-150 cm regen per maand. In de maand december kan het vrij koud worden in deze provincie, met temperaturen 's nachts tot om en nabij het vriespunt. Tijdens de droge tijd in maart en april kan de temperatuur oplopen tot meer dan 35 graden. In de regentijd is de gemiddelde temperatuur 25 tot 30 graden.

## Geschiedenis
Deze provincie is het thuis van het oude koninkrijk Xhieng Khuang. Na de val van dit koninkrijk is dit gebied deel uit gaan maken van het toen door de Fransen gekoloniseerde Laos. Tijdens de burgeroorlog in Laos was dit gebied een belangrijk slagveld in de periode van 1964 tot 1973. De oude hoofdstad Xhieng Khuang is daarbij bijna totaal verwoest. De provincie heeft de twijfelachtige eer het zwaarst gebombardeerde gebied in Zuidoost-Azië tijdens de Vietnamoorlog te zijn. Op het hoogtepunt van de bombardementen leefde bijna de totale bevolking in grotten. De reden voor deze zware gevechten was de aanwezigheid van zowel Vietcong als Pathet Lao bases als de belangrijkste basis van de Hmong (Meo) generaal Vang Pao in hetzelfde gebied. De Hmong werden gesteund en bewapend door de CIA. Ook waren de belangrijkste vliegvelden van de Ravens in dit gebied. Ook Air America opereerde vanuit deze provincie.
De provincie bestaat uit zes 'muang's (districten):
Muang Khun, Muang Phonsavan (de hoofdstad), Muang Nong Hai, Muang Kham, Muang Mork, Muang Phu Kut. Een andere belangrijke plaats is Muang Sui.